# Nepenthes baramensis
Nepenthes baramensis là một loài nắp ấm thuộc họ Nắp ấm. Đây là loài nhiệt đới bản địa tây bắc Borneo, nơi nó mọc trong rừng đầm lầy than bùn và rừng thạch nam dưới 200 m trên mực nước biển. Trước khi mô tả như là một loài, đơn vị phân loại này được coi là một biến của N.rafflesiana và được gọi chính thức là 'hình thức kéo dài' của N. rafflesiana, N. rafflesiana var. elongata, hoặc N. sp. "elegance".. Loài này rất giống với hình thức điển hình của N. rafflesiana. Nó được ghi nhận từ Brunei và các khu vực ven biển của miền bắc Sarawak trên Miri và vườn quốc gia Gunung Mulu.
Nepenthes baramensis dường như dựa vào chiến lược bẫy con mồi khác so với cách của N. rafflesiana. Không giống như N. rafflesiana, nắp bình của N. baramensis có một khu vực sắp mở rộng và ướt, ít chất lỏng nhớt đàn hồi. Chúng cũng dường như thiếu các mô hình tia UV và sản xuất mật hoa và mùi hấp dẫn.